# Mongoloidní rasa

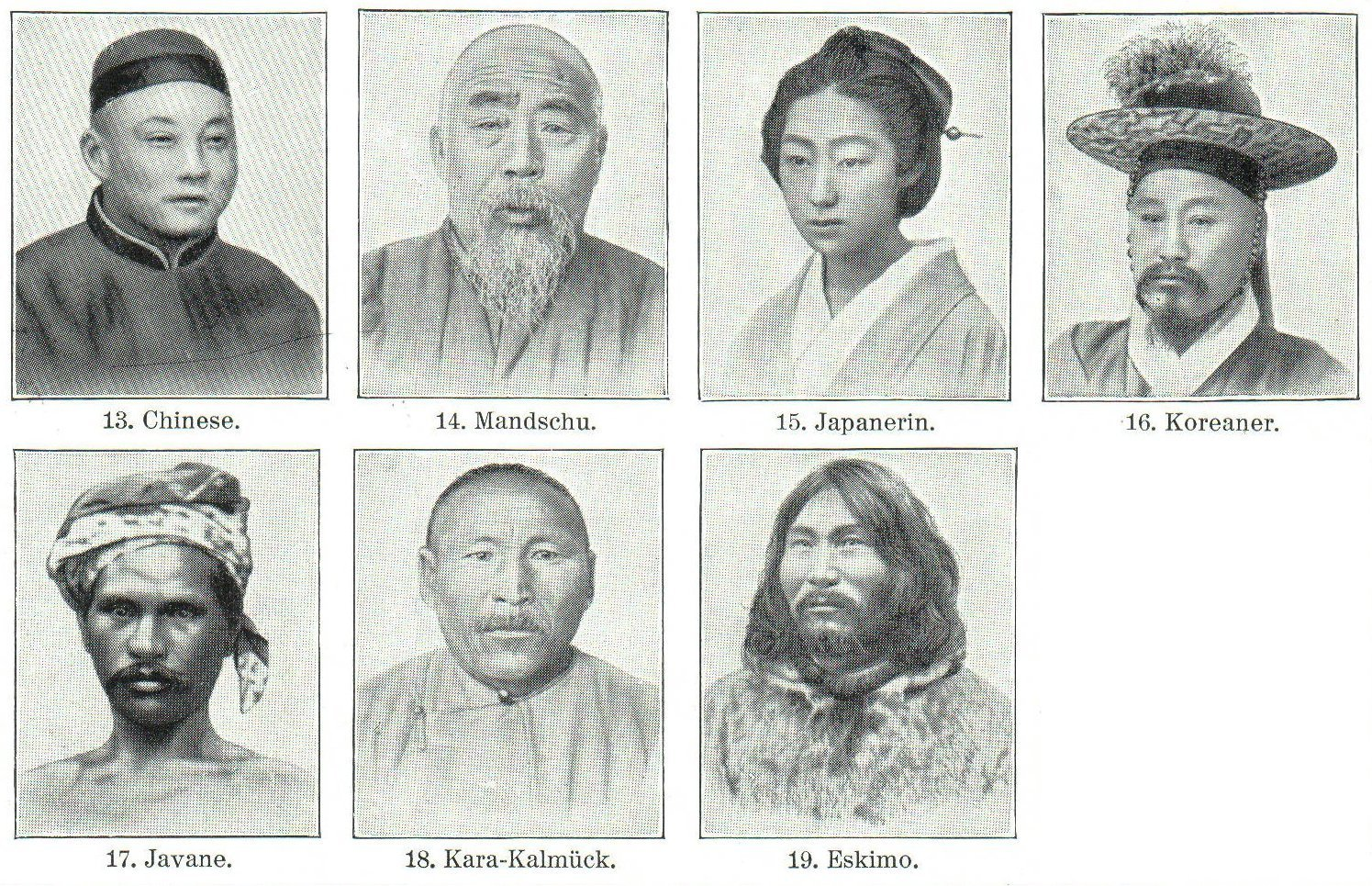
Příslušníci mongoloidní rasy

Mongoloidní rasa je zastaralé označení původních obyvatel většiny Asie a Ameriky a některých částí Evropy a Oceánie. Tento termín byl užíván vědci v kontextu dnes již vyvrácených teorií biologické rasy. Samotné slovo mongoloid vzniklo z demonyma mongolský a řecké koncovky eidos („mající podobný vzhled“).
Klasifikace lidské populace na europoidní, negroidní a mongoloidní byla vytvořena na konci 18. století akademiky z univerzity v Göttingenu a dále rozpracována v kontextu západních rasistických ideologií. Pochybnosti o její platnosti se však začaly objevovat již v 19. století; jedním z prvních skeptiků byl i Charles Darwin. Výzkumy v moderní genetice vedly k opuštění těchto pojmů v kontextu vědeckého výzkumu. Dle současné antropologie nepostihuje pojem rasy biologickou variabilitu v lidské populaci a spíše než o výpověď o biologické realitě se jedná o rasistický sociální konstrukt.

## Charakteristika

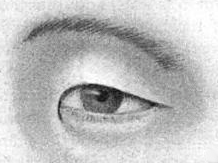
Epikantus

Mezi fenotypní znaky mongoloidů řadili zastánci této kategorie epikantus, lopatovitě tvarované řezáky a neotenie. Také mají největší předpoklad pro vznik tzv. mongolské skvrny, která obvykle do 3–5 let po narození vymizí. Mezi další tradičně sdílené znaky patří rovné černé vlasy, mandlovitě tvarované tmavě hnědé oči, slabé terciární tělesné ochlupení (ztráta vousů) a světlá kůže s nažloutlým nebo načervenalým nádechem v důsledku zvýšeného množství karotenu v pokožce.

## Fylogeneze a rozšíření
Mongoloidé jsou nejpočetnější lidskou rasou. Spolu s australoidy jsou potomky první migrace lidí z Afriky (tzv. pobřežní linie), divergenci těchto dvou ras klademe do doby před 63 tisíci lety. Ze své pravlasti v oblasti jižní Číny se mongoloidé začali postupně šířit do zbytku Asie (např. Číňané, Japonci, Korejci, Vietnamci, Mongolové), přes Tchaj-wan do Polynésie a na Madagaskar (Polynésané, Malgaši) a přes Beringii do Ameriky (Indiáni, Eskymáci). Na západní hranici svého areálu se mongoloidé střetávají a prolínají s europoidy, navíc vlivem kočovných vpádů jsou mongoloidního původu také některé národy v Evropě a západní Asii, jsou ale postupně asimilovány europoidní populací, jde například o Maďary, Finy, Turky, Azery či Laponce. Na jihu se jejich areál potkává s australoidy, přičemž australoidní Negritové jsou mongoloidy postupně asimilováni. Nejasná jižní hranice mezi mongoloidními a australoidními populacemi vedla některé antropology k popisu přechodné malajské rasy. Indiánské populace v Americe čelily v novověku útlaku ze strany příchozích Evropanů a dnes přežívají v omezených počtech. Na Madagaskaru dnes žije smíšené obyvatelstvo negroidní a mongoloidní, již zmínění Malgaši.

### Jazyk
Mongoloidé hovoří jazyky z těchto rodin: uralské jazyky, altajské jazyky, indiánské jazyky, austroasijské jazyky, austronéské jazyky, dené-jenisejské jazyky, eskimo-aleutské jazyky, paleosibiřské jazyky, tajsko-kadajské jazyky a sinotibetské jazyky. Jejich rozšíření z větší části kopíruje areál rozšíření mongoloidního plemene.